# Prince Gustav Channel
Prince Gustav Channel är ett sund i Antarktis. Den ligger i Västantarktis. Argentina, Chile och Storbritannien gör anspråk på området. Sundet namngavs 1903 efter kronprins Gustav av Sverige (senare kung Gustav V) av Otto Nordenskiöld från Första svenska Antarktisexpeditionen.